# Каргопольская крепость
Каргопольская крепость — несохранившаяся деревянная крепость в Каргополе Архангельской области.

## История
О древних укреплениях Каргополя ничего неизвестно кроме указания в Писцовой книге 1614—1615 годов, что новая крепость Каргополя была построена на «старом городище». Несмотря на важную роль в беломорской торговле Русского царства в XVI веке Каргополь долгое время оставался незащищённым городом, о чём писал Генрих Штаден. Крепость была построена лишь в 1612 году после разорения Вологды польско-литовскими интервентами. Она находилась в северной части современного города и представляла собой почти правильный четырёхугольник с длиной каждой из сторон около 270 м. С трёх сторон, за исключением обращённой к реке Онеге юго-восточной стороны, крепость стояла на земляном валу, за которым был выкопан ров, глубиной до 7 м. Практически сразу после возведения крепость обеспечила каргопольцам укрытие от трижды подходивших к городу польско-литовских интервентов.

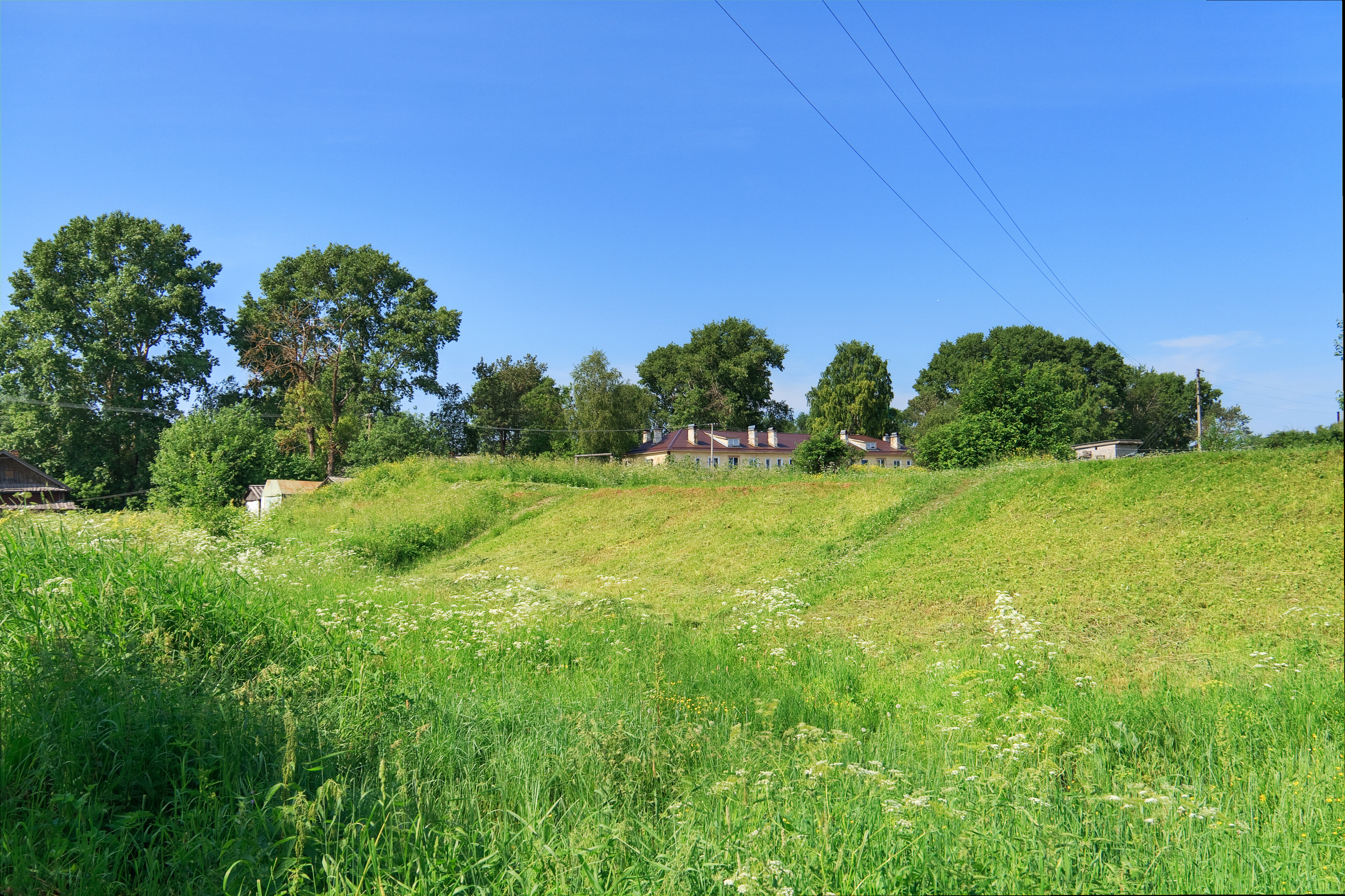
Валы Каргопольской крепости

К 1631 году крепость обветшала и под руководством воеводы князя Дмитрия Сеитова была построена заново. Стену, выходящую на реке, сделали рубленой, а остальные три повторили в виде тына. У крепости было девять башен, среди которых была Воскресенская, Ручьевая, Воздвиженская, Троицкая, Средняя, Большая Проходная (Пытальная) и две угловых с неизвестным названием. Крепость была военно-административным центром Каргопольского уезда и вмещала съезжую избу, воеводский и дьячий дворы, кладовую палатку, тюрьму и четыре церкви — Спаса Нерукотворного, Всех Святых, Владимирская и Параскевы Пятницы. Также в крепости находились посадские, церковные и бобыльские дворы. 33 года спустя вновь обветшавшую крепость перестроили на старых валах, но на сей раз сделали полностью рубленым городом. Стены состояли из тарас, по верху которых шёл крытый тёсом боевой ход с навесным боем. В целом, данная крепость была несколько меньше своих предшественниц.
18 мая 1731 года деревянная крепость без остатка сгорела. В наше время о ней напоминают лишь сохранившиеся фрагменты валов, называемые Валушки или Городок.